# Tilia tomentosa

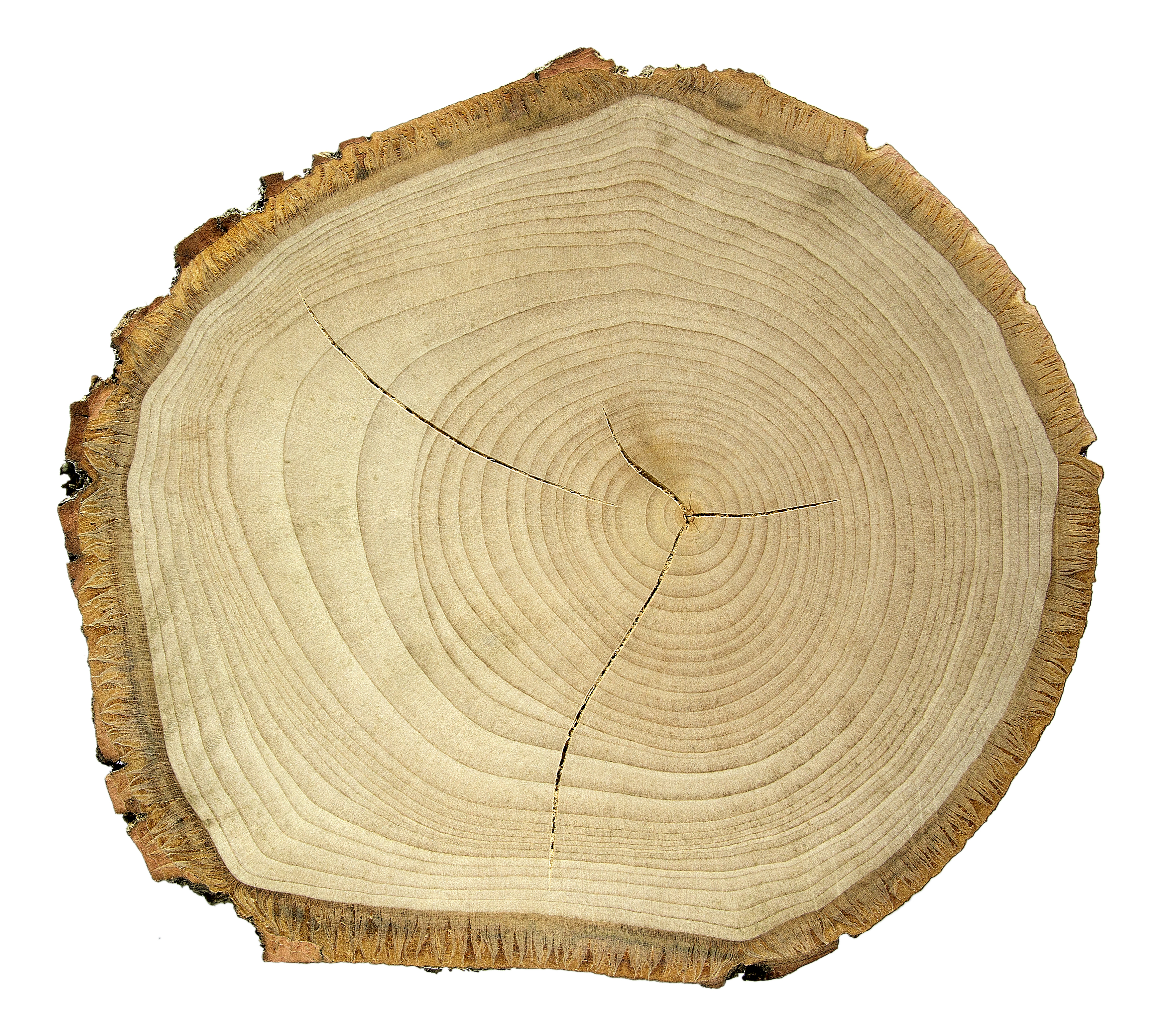
Tilia tomentosa - MHNT

Tilia tomentosa, tilo plateado o tilo húngaro es un árbol originario de los bosques de los Balcanes, Hungría y suroeste de Rusia.

## Etimología
El nombre de tomentosa, viene del latín tomentosus-a-um queriendo decir «con tomento», en referencia a la densa pilosidad del envés de las hojas.

## Descripción
Es un árbol vigoroso, pudiendo dar ejemplares de hasta 30 m de altura. Con un crecimiento más rápido que el de otras especies de tilos. Da unas flores blancas o amarillentas que despiden una peculiar fragancia. Estas florecen a finales de junio y principios de julio. Frutos en cápsula.

## Cultivo y usos
Sembrado por semillas, que requieren de estratificación o bien por injertos en una platyphylla. Su cultivo está extendido porque su crecimiento es más rápido que el de otros tilos.

## Taxonomía
Tilia tomentosa fue descrita por Conrad Moench y publicado en Verzeichniss auslädndischer Bäume und Stauden des Luftschlosses Weissenstein 137. 1785.
Etimología
Tilia: nombre genérico que deriva de las palabras griegas: ptilon (= ala), por la característica de las brácteas que facilita la propagación del fruto por el viento.
tomentosa: epíteto latíno que significa "peluda".
Sinonimia
- Lindnera alba Fuss
- Tilia argentea DC.
- Tilia petiolaris DC.
- Tilia tomentosa subsp. petiolaris Soó[3]